# Bhuktangle
Bhuktangle (Nepali भुक्ताङले) ist ein Village Development Committee (VDC) im Norden des Distrikts Parbat.
Das VDC Bhuktangle erstreckt sich westlich des Modi Khola. Im Norden reicht das Gebiet bis kurz vor Ghorepani und Poon Hill. 

## Einwohner
Bei der Volkszählung 2011 hatte Bhuktangle 2312 Einwohner (davon 1039 männlich) in 574 Haushalten.

## Dörfer und Weiler
Bhuktangle besteht aus mehreren Dörfern und Weilern. 
Die wichtigsten sind:
- Bhuka (1857 m)
- Tangle (1870 m)